# Láčka (botanika)

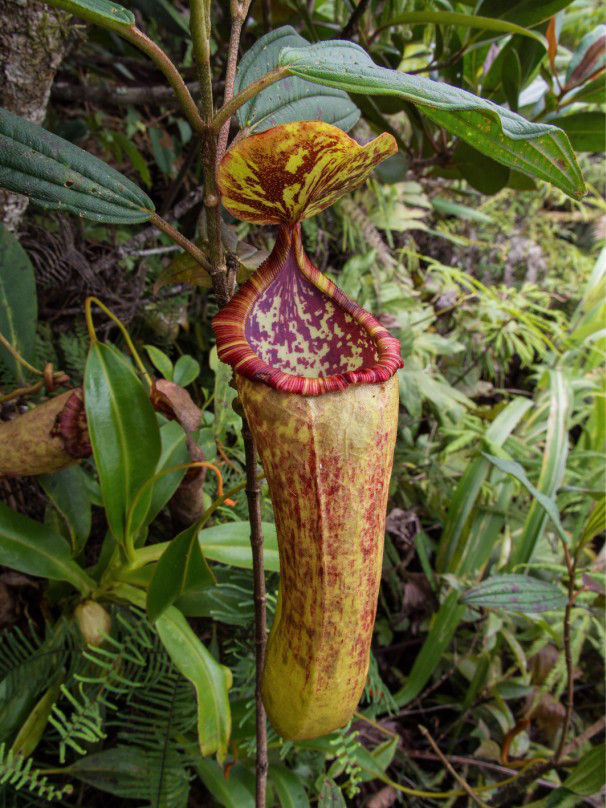
Horní láčka

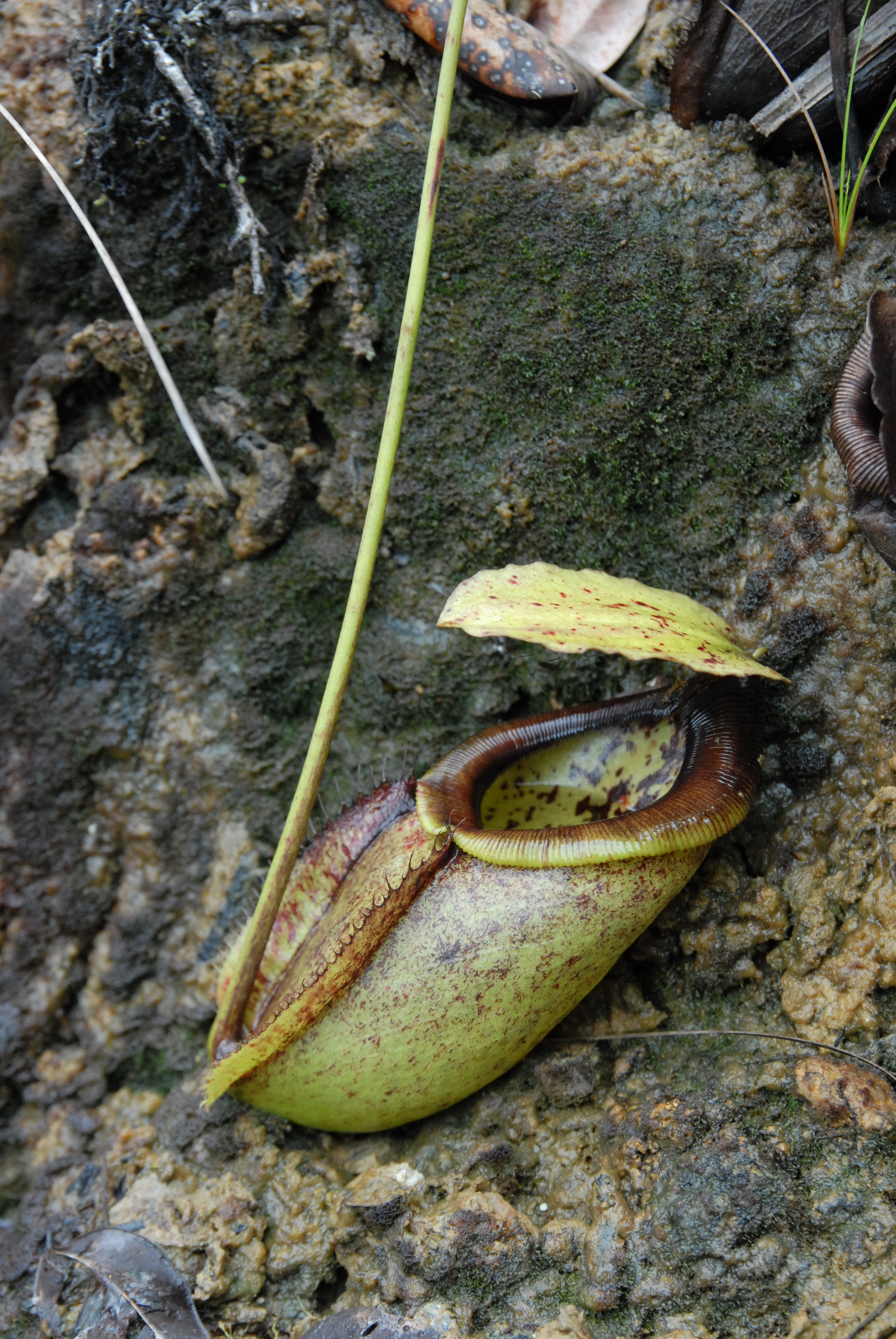
Dolní láčka

Láčka je specializovaný listový orgán vzniklý u masožravých rostlin a sloužící k pasivnímu lákání, chytání a následnému trávení kořisti. Vyskytuje se u rostlin čeledí láčkovkovitých, špirlicovitých, láčkovicovitých a u některých druhů broméliovitých (např. brocchinie a katopsis). Slouží rostlinám rostoucím na půdách chudých na živiny jako náhradní zdroj dusíku, fosforu i dalších stopových prvků.

## Popis
Láčky jsou na prvý pohled dvojí:
- dolní (pozemní), vyskytují se u rostlin mladých nebo nižšího vzrůstu. Jsou vejčitého nebo kulovitého tvaru a mají dvě boční křidélka.
- horní (vzdušné) u rostlin starších, vzrůstnějších a popínavých. Mají nálevkovitý nebo válcovitý tvar a postrádají křidélka, některé druhy produkují květinovou vůni a přitahují tak létající opylující hmyz.

Jejich odlišnost spočívá hlavně v umístění a tvaru, na funkci nemá podstatný vliv. Rostlina může mít současně oba typy.
V horní části láčky se nachází výrazně zbarvený lem, obústí (peristom) s radiálními drážkami, které současně s voskovitými šupinami přispívají k hladkosti povrchu a sklouznutí hmyzu dovnitř. Obústí je směrem dolů do láčky převislé a nahoru protažené ve víčko, které při dešti láčku zakrývá; někdy je víčko malé nebo stočené do strany a otvor nekryje. Lákadlem pro hmyz je jak barva láčky, tak i nektar vylučovaný ve spodní části víčka nebo na vnější stěně láčky. K nalákaní kořisti přispívá i okolnost, že obústí i vnitřní strana láčky odráží ultrafialové modré a zelené světlo (vlnové délky 350-370, 430–470 a 490-540 mm), která jsou pro mnoho hmyzích druhů dobře viditelná.

## Funkce
Uvnitř je láčka rozdělena na dvě části. Horní část, včetně obústí, je vlhká, klouzavá a je pokryta hladkými, voskovými šupinami. Ty způsobí sklouznutí kořisti do spodní části obsahující viskoelastickou, dobře smáčivou tekutinu, jež obalí kořist a zajistí její utopení. Nejčastěji bývají kořisti členovci, hlavně hmyz a pavoukovci, nejčetnější jsou mravenci. Ve velkých láčkách, které mohou mít objem až okolo 2 litrů, se nacházejí i zbytky uhynulých drobných obratlovců.
Spodní část láčky má žlázy s rozličnými funkcemi, vytvářejí trávicí tekutinu, udržují požadované pH a zajišťují vstřebávají živin z natrávené kořisti. Signálem ke snížení pH trávicí tekutiny a tvorbě trávicích enzymů je přítomnost chitinu z kutikuly lapeného hmyzu v tekutině, která je koktejlem různých proteinů a mění se s přítomnosti kořisti. Obsahuje mj. hlavně proteázu nepenthesin, která rozkládá lapené bílkoviny, chitinázu degradující chitin a peroxidázu ničící nežádoucí hnilobné bakterie v láčce.

## Symbióza
Láčkovky žijí v symbióze se specifickými bakteriemi a drobným hmyzem, který část svého života tráví v tekutině láčky (např. hmyzí larvy) a specializují se na určitý druh rostliny. Přiživují se na lapené potravě, kterou pomáhají porcovat a tím urychlovat trávení, jiní likvidují nestrávené zbytky a tím brání vzniku hniloby. Někteří živočichové žijí v láčce nad tekutinou, např. drobní pavouci a parazitují na lapené kořisti.